# モッコロくん
『モッコロくん』は藤子不二雄（のちの藤子・F・不二雄）による幼年向け漫画作品、および本作に登場する架空の生物の名称である。

## 概要
小学館の学習雑誌『幼稚園』に1974年1月号から1975年3月号、『小学一年生』に1974年4月から1975年3月号にかけて掲載された。
長らく単行本化されることがなかったが、連載終了から30年後の2005年にぴっかぴかコミックスより出版され、日の目をみることとなった。全27話だが22話のみ収録。5話が未収録となった。藤子・F・不二雄大全集では、第2期の2011年1月に刊行されて初めて全話収録された。

## ストーリー
ある日、庭で凍えて気を失っていたモッコロくんはゆうちゃんという男の子に助けられ、そのままゆうちゃんの家の家族となる。モッコロくんは、困ったことが起きると、不思議な能力を使ってゆうちゃんたちを助けてくれるのだ。

## キャラクター
モッコロくん
昆虫のような不思議な生物。不思議な能力で、体の大きさを自由に変えたり、動物や昆虫と話したりすることができる。
ゆうちゃん
庭で凍えていたモッコロくんを助けてあげ、友達になった。
げんごろう
ガキ大将でいじめっこ。
ママ
ゆうちゃんのママ。虫が嫌い。
パパ
ゆうちゃんのパパ。